# 霍莉·纽沃尔
霍莉·纽沃尔（英語：Holly Newall，1998年7月24日—），蘇格蘭女子羽毛球運動員。

## 簡歷
2018年11月，霍莉·纽沃尔出戰威爾斯羽毛球國際賽，與茱莉·麦克弗森合作赢得女子雙打比賽冠軍。

## 主要比賽成績
只列出曾進入準決賽的國際賽事成績：
| 年份   | 賽事                       | 公開賽級別 | 項目     | 拍檔             | 成績   |
| ------ | -------------------------- | ---------- | -------- | ---------------- | ------ |
| 2018年 | 威爾斯羽毛球國際賽         | 國際系列賽 | 女子雙打 | 茱莉·麦克弗森    | 冠軍   |
| 2018年 | 意大利羽毛球國際賽         | 國際挑戰賽 | 女子雙打 | 茱莉·麦克弗森    | 準決賽 |
| 2019年 | 立陶宛羽毛球國際賽         | 未來系列賽 | 女子單打 | －               | 亞軍   |
| 2020年 | 歐洲羽毛球男女子團體錦標賽 | 其他       | 女子團體 | －               | 季軍   |
| 2020年 | 葡萄牙羽毛球國際賽         | 國際系列賽 | 女子雙打 | Lauren Middleton | 冠軍   |

| 2007-2017年 | 首要超級賽 | 超級賽 | 黃金大獎賽 | 大獎賽 | 國際挑戰賽 | 國際系列賽 | 未來系列賽 | 其他 |

| 2018-2026年 | 總決賽 | 超級1000賽 | 超級750賽 | 超級500賽 | 超級300賽 | 超級100賽 | 國際挑戰賽 | 國際系列賽 | 未來系列賽 | 其他 |